# 特里克姆 (朗茲縣)
特里克姆（英語：Trickem）是一個位於美國阿拉巴馬州朗茲縣的非建制地區。該地的面積和人口皆未知。

## 地理
特里克姆的座標為32°16′25″N 86°44′49″W / 32.27361°N 86.74694°W，而該地的平均海拔高度為60米（即310英尺）。